# USS Glenn (NCC-1030)
L'USS Glenn (NCC-1030) és una nau estel·lar de l'univers fictici de Star Trek que apareix a Star Trek: Discovery. És una nau construïda el segle XXIII, de classe Crossfield.
Bessona de la nau USS Dicovery per realitzar la recerca del motor d'espores, l'encarregat de la recerca a la Glenn era l'oficial Straal i va desenvolupar el motor d'espores fent servir espores seques i una espècie d'animal fins llavors desconeguda similar a un tardígrad. Aquest animal es podia comunicar amb les espores i la tripulació va poder-lo connectar al sistema de propulsió. Això va fer que la nau pogués controlar els salts fins a 90 anys llum però causava molt estrès al tardígrad. Va tenir un accident mentre feia un salt i va apropar-se massa a un Firewall de radiació de Hawking que va matar tota la seva tripulació. Un cop recuperats els quaderns de bitàcola i la informació relativa a la recerca del motor d'espores, la USS Discovery va torpedinar-la amb dos torpedes de fotons i la va destruir.